# Wolfgang Loretan
Wolfgang Loretan, né le 27 mars 1914 à Loèche (originaire de Loèche-les-Bains) et mort le 19 janvier 2011 à Sion, est un homme politique valaisan, membre du parti chrétien-social haut-valaisan. Il est conseiller d'État du Valais de 1965 à 1977. 

## Biographie
Fils de Raymond et petit-fils de Gustav, Wolfgang Loretan naît à Loèche. Après sa scolarité obligatoire en Valais (collèges de Brigue et St-Maurice), il étudie le droit à l'Université de Fribourg, et achève un doctorat en droit à l'Université de Munich. Il passe ensuite le barreau et le brevet de notaire dans le canton du Valais. 
Plus attiré par l'armée, il devient officier-instructeur en 1942, jusqu'en 1944 où il reçoit un éclat de grenade dans l'œil et doit arrêter (il terminera avec le grade de colonel EMG). Il se reconvertit dans le commercial, et de 1945 à 1965, il est chef des ventes et sous-directeur de l'entreprise vinicole Provins.
Il épouse Michèle de Preux, avec qui il a trois filles et deux fils, dont Raymond Loretan.

## Parcours politique
Wolfgang Loretan participe à la fondation du Parti conservateur chrétien-social du Haut-Valais (devenu parti chrétien-social du Haut-Valais) en 1949, qu'il préside de 1951 à 1965. Lors du retrait d'Oskar Schnyder, son parti propose Loretan pour lui succéder. 
Il est élu conseiller d'État en 1965, et prend en charge le département des finances, auquel vient s'ajouter le département militaire en 1969. Au cours de son mandat, il instaure en 1966 des directives en matière de politique financière cantonale, une première suisse. Il met également en place une fiscalité favorable aux familles et aux revenus modestes.
Wolfgang Loretan est président du Conseil d'État en 1968-1969, 1971-1972 et 1975-1976 ; il préside également la conférence des directeurs cantonaux des finances. Il ne se représente pas en 1977.  